# Чикколини, Альдо
Альдо Чикколини (итал. Aldo Ciccolini; 15 августа 1925, Неаполь — 1 февраля 2015, Аньер-сюр-Сен) — итало-французский пианист.

## Биография
Вырос в Неаполе, происходил из знатного, но обедневшего рода, племянник оперного певца Этторе Чикколини. В девять лет был принят в Консерваторию Сан-Пьетро-а-Майелла по специальному распоряжению её директора Франческо Чилеа, учился у Паоло Денца, а также у Акилле Лонго (гармония и контрапункт). С 16 лет играл в театре Сан-Карло. В 1949 году выиграл в Париже первый после Второй мировой войны международный конкурс Маргерит Лонг и Жака Тибо, начав таким образом успешную международную карьеру. С 1969 года Чикколини жил преимущественно во Франции, в 1971 году получил французское гражданство. В 1970—1983 годах он был профессором Парижской консерватории.
Чикколини широко известен как интерпретатор фортепианных произведений Ференца Листа, чьи ученики были его учителями в Италии. Им записаны все фортепианные сонаты Моцарта и Бетховена, весь корпус сольных фортепианных пьес Л. Яначека и многое другое, в общей сложности более ста записей. Наибольшее внимание Чикколини всегда проявлял к французской музыке начиная со второй половины XIX века (запись полного корпуса сочинений Жюля Массне для одного и для двух фортепиано, «Карнавала животных» Сен-Санса и др.) и далее, включая не только композиторов первого ряда (Равель, Дебюсси, Сати), но и авторов, оказавшихся в их тени (Шарль Валантен Алькан, Эмманюэль Шабрие, Алексис де Кастильон и др.).
В 1999 году в ознаменование пятидесятилетия своей карьеры во Франции Чикколини выступил с сольным концертом в Театре на Елисейских полях.
В 2002 году он был удостоен премии «Золотой диапазон» за записи произведений Леоша Яначека и Роберта Шумана.